# 窦恩勇
窦恩勇（1956年12月—），北京房山人，中华人民共和国政治人物。
早年供职于中共中央对外联络部。2014年7月，任中联部部长助理兼离退休干部局局长。2014年9月，任中联部部长助理兼办公厅主任。